# Eilema muscula
Eilema muscula är en fjärilsart som beskrevs av Otto Staudinger 1899. Eilema muscula ingår i släktet Eilema och familjen björnspinnare. Inga underarter finns listade i Catalogue of Life.